# Arie Rip
Arie Rip (Kethel en Spaland, 13 juni 1941)  is een Nederlandse emeritus hoogleraar 'Filosofie van Wetenschap en Techniek'.

## Loopbaan
Na zijn studies scheikunde en filosofie werd Rip aangesteld als medewerker aan de Universiteit Leiden, waar hij verantwoordelijk werd voor het vakgebied ‘Wetenschap & Samenleving’. Dit vak werd destijds aan natuurwetenschappelijke opleidingen ingevoerd, onder meer om studenten in aanraking te brengen met vraagstukken van maatschappelijke verantwoordelijkheid. Hij promoveerde in dit vakgebied en werkte vervolgens aan verschillende universiteiten. Van 1987 tot aan zijn emeritaat was hij verbonden aan de Universiteit Twente als hoogleraar op het gebied van wetenschap- en techniekstudies. In 2006 nam Rip formeel afscheid als hoogleraar, maar vervolgde zijn activiteiten als redacteur, projectleider en hoogleraar, met name op het gebied van nieuw opkomende technologie, zoals nanotechnologie.

## Bijdragen
Rip heeft een belangrijke rol gespeeld in de vormgeving van het vakgebied wetenschap- en techniekstudies, inhoudelijk en institutioneel. Zo was hij van 1988 tot 1989 president van de internationale Society for Social Studies of Science. Daarnaast was hij van 2000 tot 2005 hoofd van de Nederlandse onderzoeksschool voor Wetenschap, Techniek en Moderne Cultuur (WTMC). WTMC is als zogenoemde 'graduate school' een samenwerkingsverband tussen Nederlandse onderzoekersinstituten die de ontwikkeling van wetenschap, technologie en de samenhang daarvan met de moderne cultuur bestuderen.
Rip heeft veel gepubliceerd op verschillende terreinen binnen de vakgebieden filosofie, geschiedenis en sociologie van wetenschap en techniek en binnen de innovatiestudies. 
Een van de terreinen waarop Rip actief was betrof Technology Assessment. Hij introduceerde de methode ´Constructive Technology Assessment (CTA)', om samen met betrokkenen de betekenis en voor- en nadelen van een technologie te beoordelen. Ook was hij de grondlegger van de veelvuldig toegepaste zogenaamde Multi Level Perspective op duurzame transities, waarmee wordt uitgelegd hoe met vallen en opstaan kleinschalige innovaties bij groeiende steun en onderlinge verbinding  er in kunnen slagen  bestaande sociaal-technische regimes te veranderen en hoe grote externe gebeurtenissen daarbij een sleutelrol kunnen vervullen. Voorbeeld van zo'n regime is het fossiele energie-regime  waartoe oliemaatschappijen, overheidsinstanties en infrastructuur behoren en daarmee samenhangenede kennis, netwerken, regels en routines. 
Hij bekleedde naast de reeds genoemde nog verschillende andere functies, zoals hoogleraar aan de University of Stellenbosch in Zuid-Afrika en voorzitter van de  Society for the Study of Nanoscience and Emerging Technologies (S-NET) in 2008.
In 2022 ontving Rip voor zijn oeuvre de John Desmond Bernal Prize van de Society for Social Studies of Science (4S), die in de tweede week van december 2022 tijdens een meeting van de Society op de Universidad Iberoamericana Puebla in San Andrés Cholula, Mexico, zal worden uitgereikt.

## Belangrijkste publicaties
- Arie Rip (1977) Wetenschap als mensenwerk, Ambo, ISBN 90 263 0483 8
- Arie Rip (1981) Maatschappelijke Verantwoordelijkheid van Chemici, Dissertatie Leiden University, Leiden
- John Law, Michel Callon, Arie Rip (1986),  Mapping the Dynamics of Science and Technology: Sociology of Science in the Real World, Macmillan, Basingstoke, ISBN 978-0-333-37223-4
- Arie Rip (1994) The republic of science in the 1990s, Higher Education, Vol. 28, pp. 3–23
- Arie Rip, Thomas Misa en Johan Schot (eds.) (1995) Managing Technology in Society: The Approach of Constructive Technology Assessment, Pinter, London/New York.  ISBN 1-85567-340-1
- Johan Schot en Arie Rip (1996) The past and future of constructive technology assessment, Technological Forecasting and Social Change, Vol 54, pp. 251–268
- Arie Rip (1997) A cognitive approach to the relevance of science, Social Science Information, Vol. 36 (4), pp. 615–640
- Harro van Lente en Arie Rip (1998) The rise of membrane technology: from rhetorics to social reality, Social Studies of Science, Vol. 28 (2), pp. 221–254
- René Kemp, Arie Rip en Johan Schot (2001) Constructing transition paths through the management of niches, In: Garud, R., Karnoe, P. (Eds.), Path Dependence and Creation, pp. 269–302
- Arie Rip (2002) Science for the 21st century. In: Tindemans, P., Alex Verrijn Stuart|Verrijn-Stuart, A., Visser, R. (Eds.), The Future of Science and the Humanities, Amsterdam University Press, Amsterdam, pp 99–148

- Bibliothèque nationale de France: cb12362283r (data)
- CiNii: DA00872303
- Digitale Bibliotheek voor de Nederlandse Letteren: rip_002
- DBLP: 63/4920
- Gemeinsame Normdatei: 170443221
- International Standard Name Identifier: 0000 0001 0925 9965
- Library of Congress Control Number: n78020013
- Mathematics Genealogy Project: 144646
- Nationale Bibliotheek van Israël: 987007437341105171
- Nederlandse Thesaurus van Auteursnamen: 068193424
- Système universitaire de documentation: 032629303
- Virtual International Authority File: 93597995
- WorldCat: E39PBJt8j9pV38KfF3TQfwhfv3